# Warzelnia piwa
Warzelnia piwa – dział browaru, w którym znajduje się aparatura służąca do przygotowania brzeczki.
W skład warzelni wchodzą najczęściej następujące urządzenia:
- śrutownik (młyn) służący do rozdrobnienia słodu
- kadź zacierna, w której po dodaniu gorącej wody przygotowywany jest zacier ze słodu
- kadź filtracyjna, w której następuje filtracja zacieru i oddzielenie młóta. Efektem jest sklarowana brzeczka przednia kontrolowana w korytku brzeczkowym
- kocioł warzelny, w którym odbywa się warzenie (gotowanie) brzeczki wraz z chmielem
- whirlpool (kadź wirowa), w którym następuje filtracja brzeczki (oddzielenie składników stałych)
- płytowy wymiennik ciepła schładzający gorącą brzeczkę

Ciecz opuszczająca warzelnię nosi nazwę brzeczki nastawnej. Pompowana jest ona następnie do fermentowni, gdzie zadaje się ją drożdżami w celu rozpoczęcia kolejnego etapu produkcji piwa czyli fermentacji.

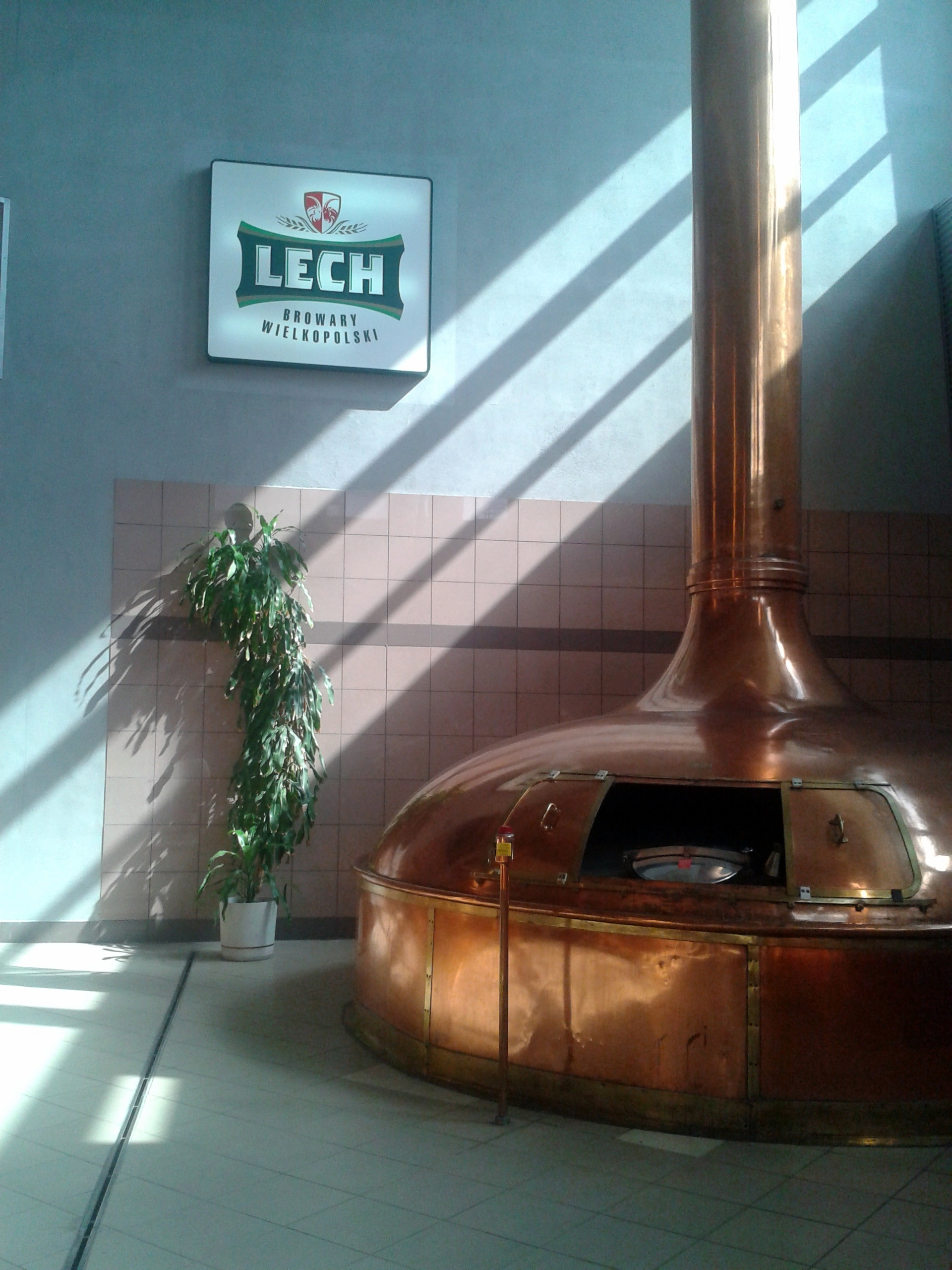
Warzelnia w Lech Browary Wielkopolski
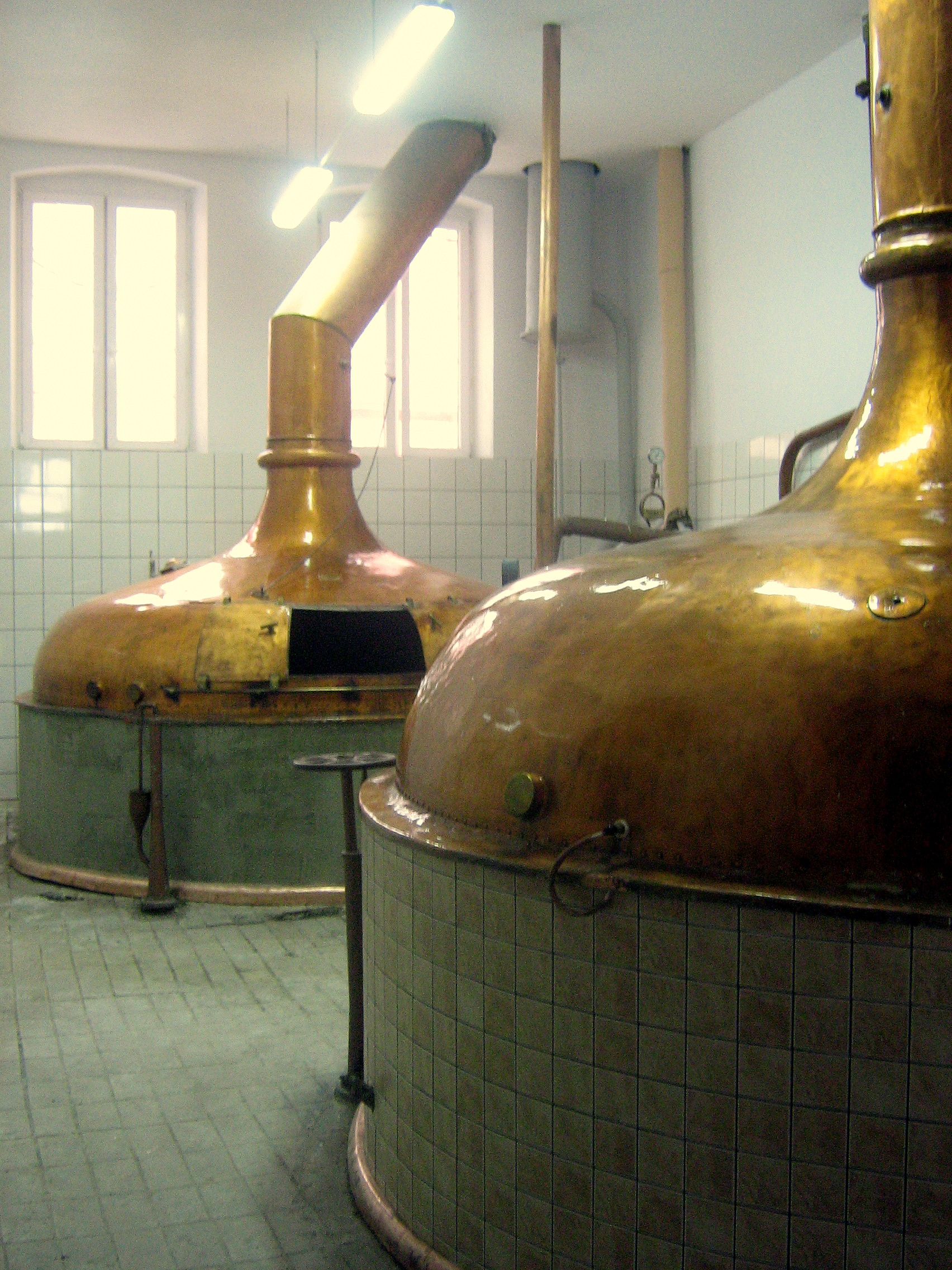
Tradycyjna warzelnia. Browar Lwówek Śląski
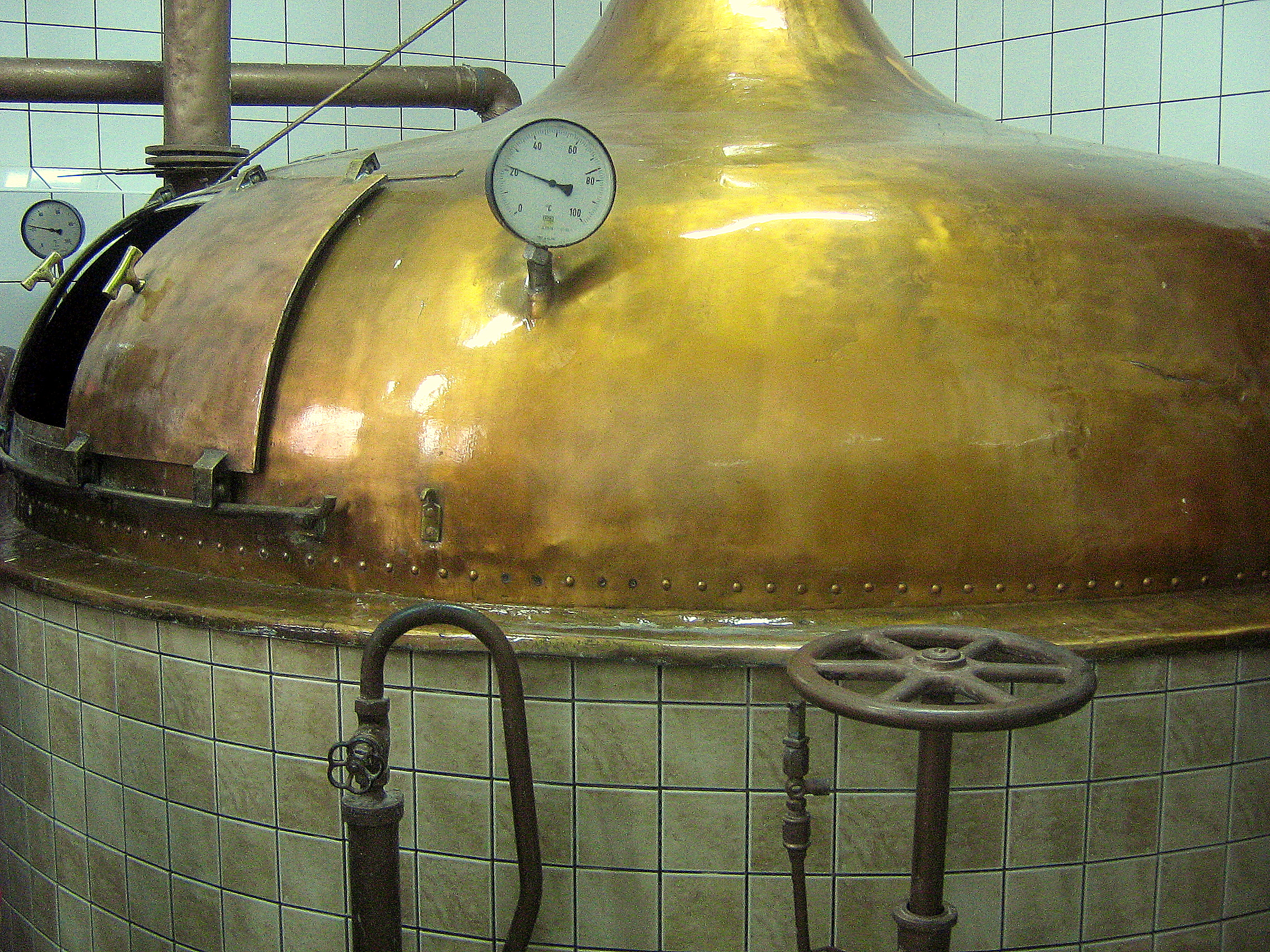
Tradycyjny kocioł warzelny. Browar w Lwówku Śląskim
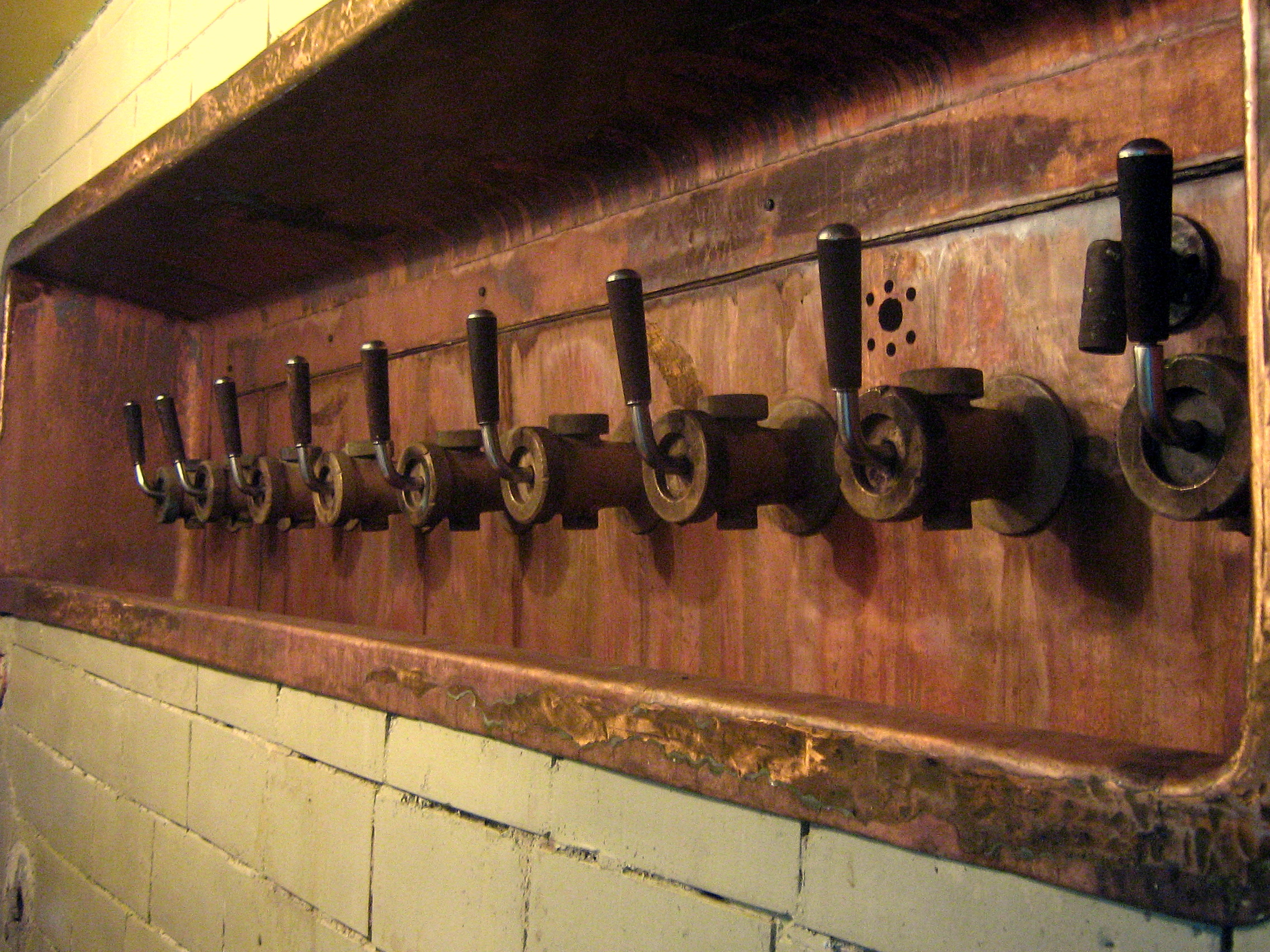
Korytko brzeczkowe w warzelni tradycyjnej
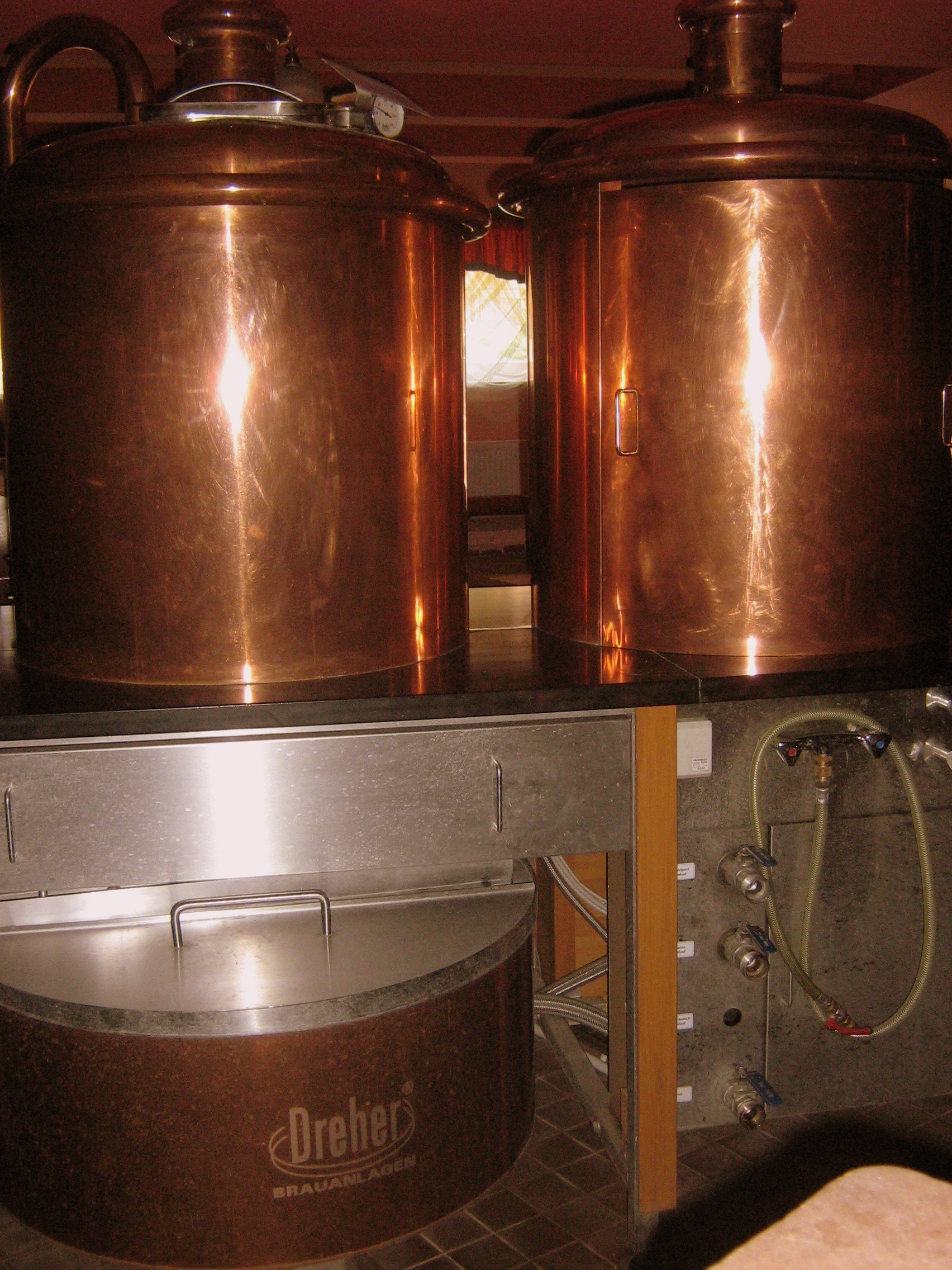
Miniwarzelnia browaru restauracyjnego Marysia w Szczyrzycu
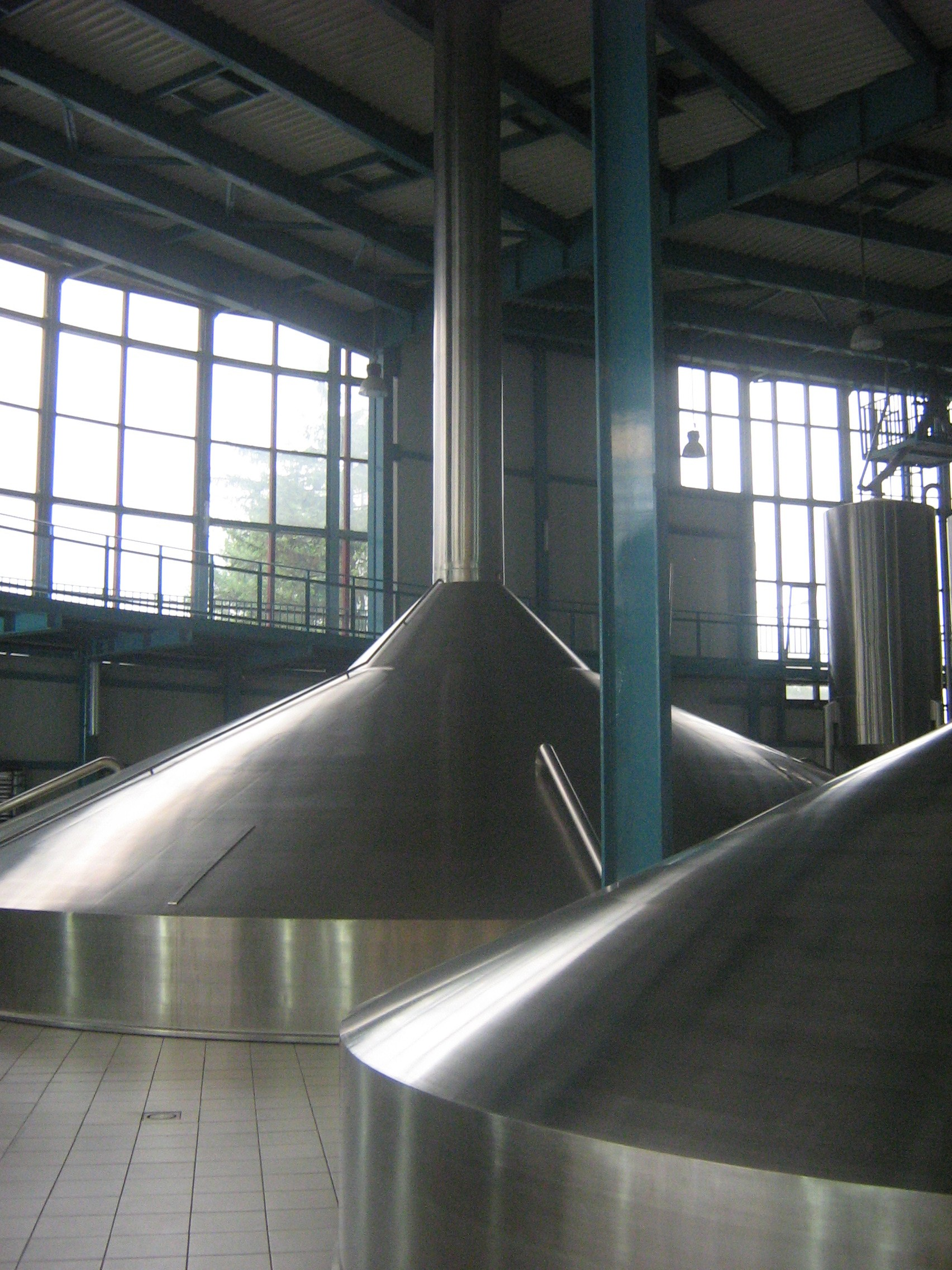
Nowoczesna i zautomatyzowana warzelnia. Browar w Żywcu
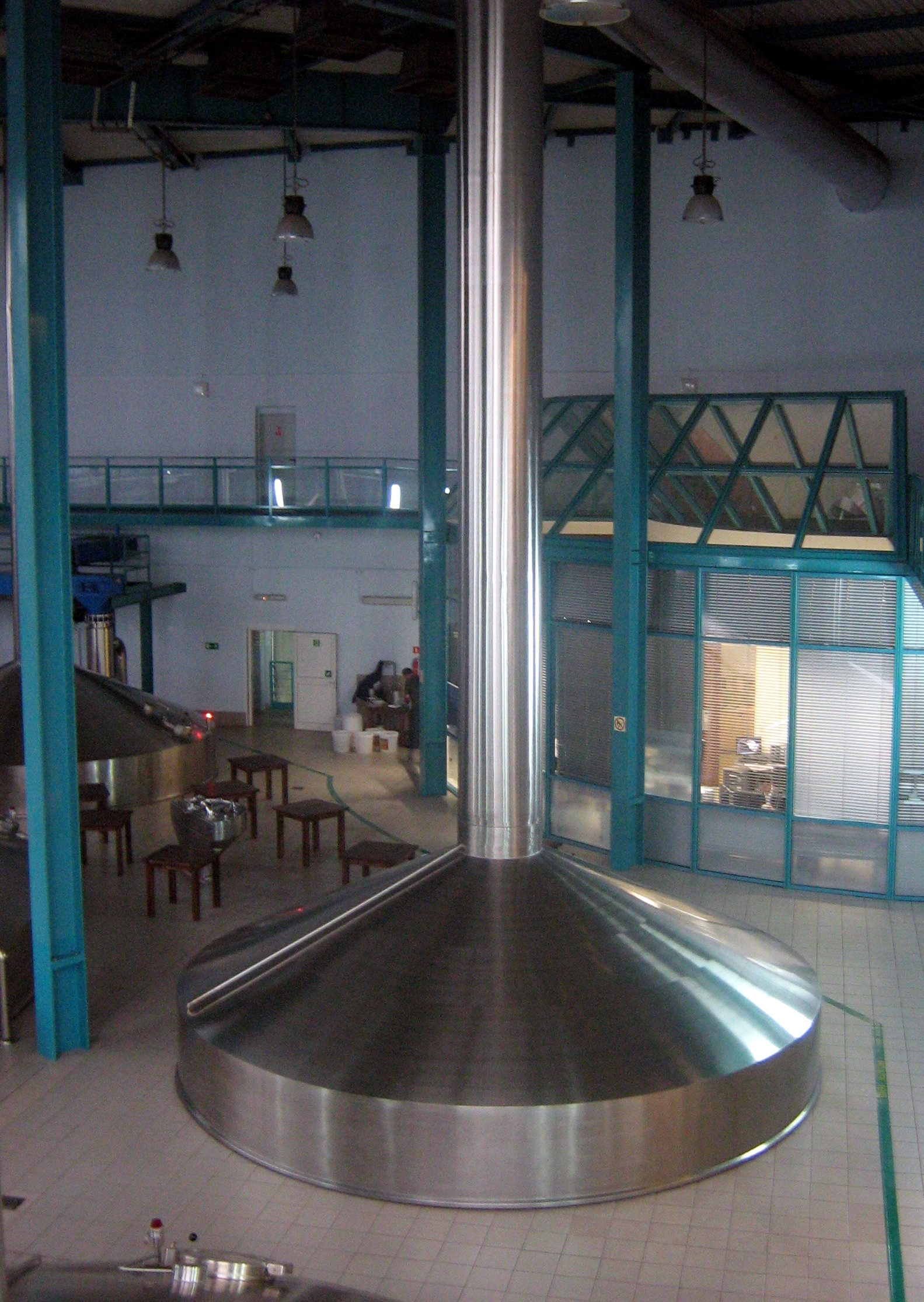
Kocioł warzelny browaru Żywiec
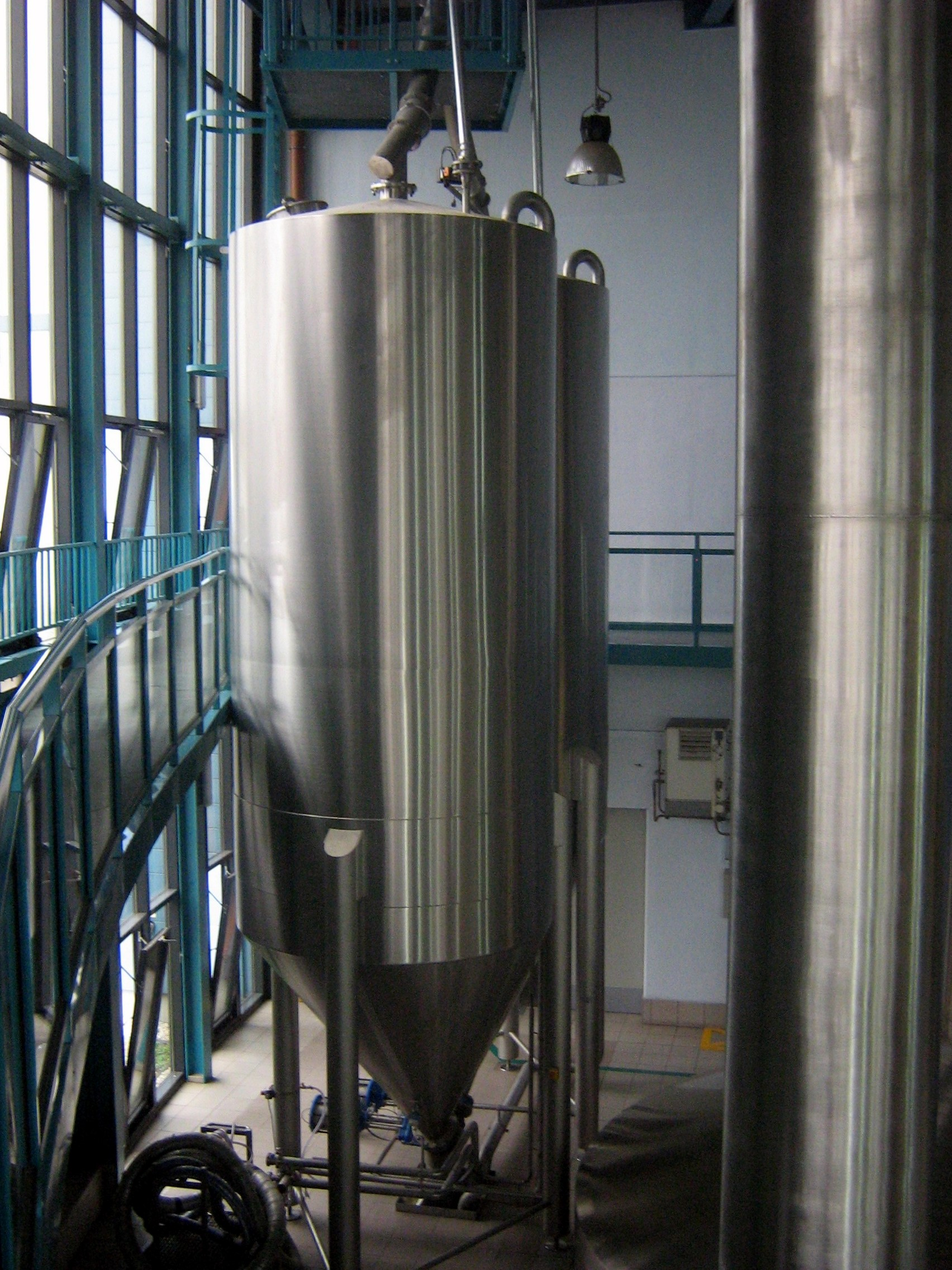
Zbiornik słodu i młyn browaru Żywiec
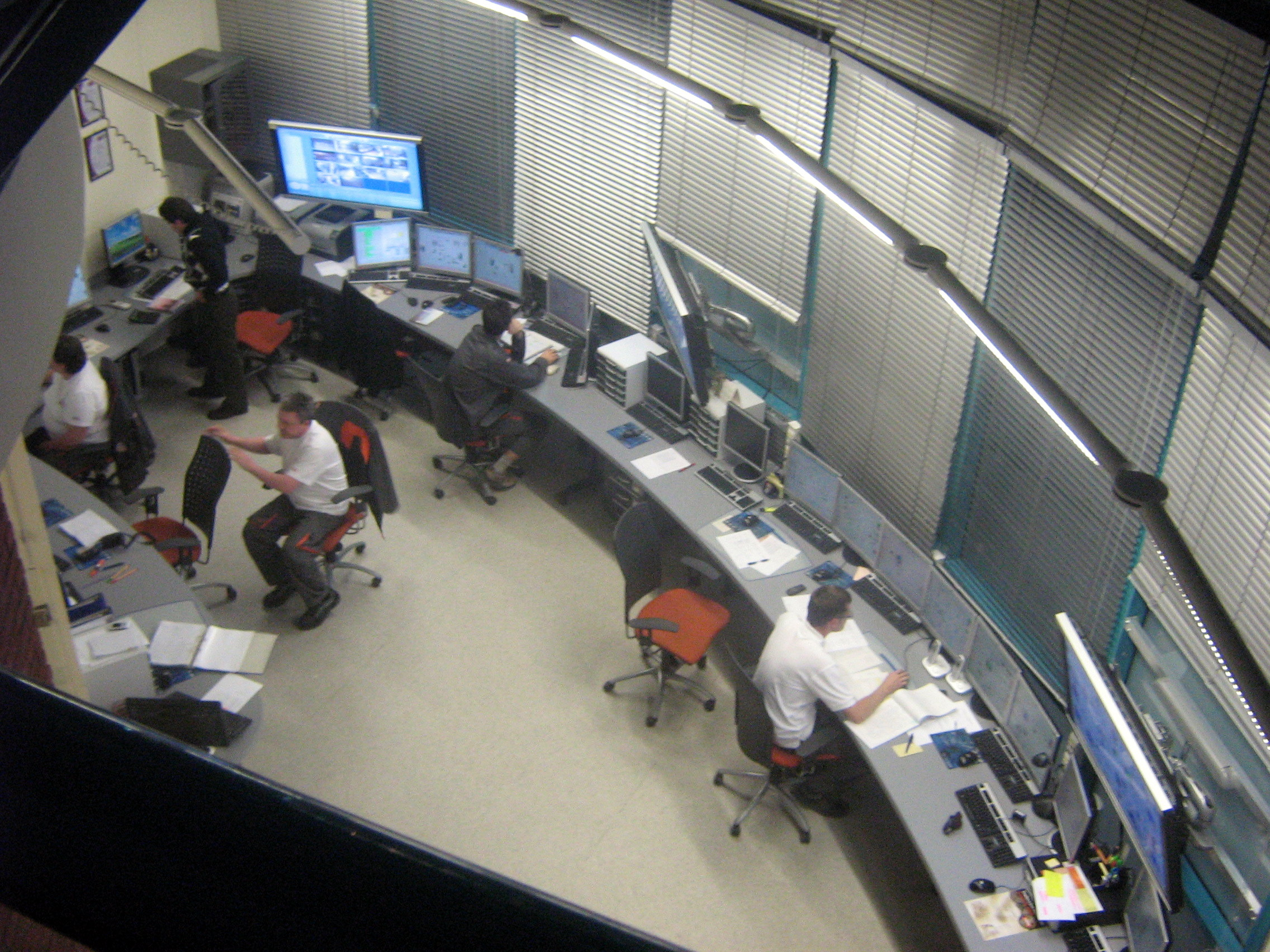
Komputerowa sterownia warzelni browaru Żywiec